# Enteromius
Enteromius ist eine artenreiche Gattung kleiner Karpfenfische, die im tropischen Afrika vorkommt. Die Arten der Gattung wurden ursprünglich Barbus zugeordnet.

## Merkmale und Systematik
Unter den afrikanischen, subsaharischen Barben konnte der belgisch-britische Zoologe George Albert Boulenger schon 1911 zwei deutlich verschiedene Gruppen unterscheiden. Eine besteht aus Arten, die meist eine Länge von weniger als 20 cm haben, ein endständiges Maul besitzen, zwischen sechs und acht (selten neun) verzweigte Flossenstrahlen in der Rückenflosse haben und bei denen die Schuppen radial (von einem Punkt ausgehend) skulpturiert sind. In der zweiten Gruppe erreichen die Tiere meist Längen von über 20 cm, haben oft ein unterständiges Maul, zwischen acht und elf verzweigte Flossenstrahlen in der Rückenflosse und ihre Schuppen sind in den meisten Fällen parallel skulpturiert. Mit dem Aufkommen moderner molekularbiologischer Methoden stellte man zusätzlich fest, dass die daraufhin untersuchten kleinen afrikanischen Barben einen doppelten Chromosomensatz (Diploidie) besitzen, während die großen afrikanischen Barben hexaploid sind und Barbus tetraploid ist.
In einer im Februar 2015 veröffentlichten Revision der Karpfenfischunterfamilie Cyprininae wurden deshalb alle ursprünglich Barbus zugeordneten subsaharischen Barbenarten aus dieser Gattung ausgegliedert und die großen, hexaploiden Fische in die Gattung Labeobarbus gestellt. Für die kleinen, diploiden Barbenarten stand Enteromius als ältester Name zur Verfügung. Die Gattung wurde 1867 mit der Beschreibung von Enteromius potamogalis durch den amerikanischen Paläontologen und Ichthyologen Edward Drinker Cope eingeführt.
Wahrscheinlich ist aber auch Enteromius nicht monophyletisch. Innerhalb der diploiden afrikanischen Barben lassen sich fünf Kladen unterscheiden. Die Gattung Clypheobarbus liegt innerhalb einer Enteromius-Klade. Enteromius hulstaerti ist die Schwesterart der Gattung Barboides, die nur zwei sehr kleinwüchsige Arten umfasst. Schwestergattung aller diploiden afrikanischen Barben (Barboides, Clypheobarbus, Enteromius) und von Pseudobarbus ist die asiatische Barbengattung Systomus. Zusammen mit dieser und weiteren im tropischen Asien vorkommenden Barbengattungen (z. B. Puntius) bildet Enteromius die Tribus Smiliogastrini innerhalb der Karpfenfischunterfamilie Cyprininae. Nicht alle Ichthyologen erkennen die Gattung Enteromius an.

## Arten

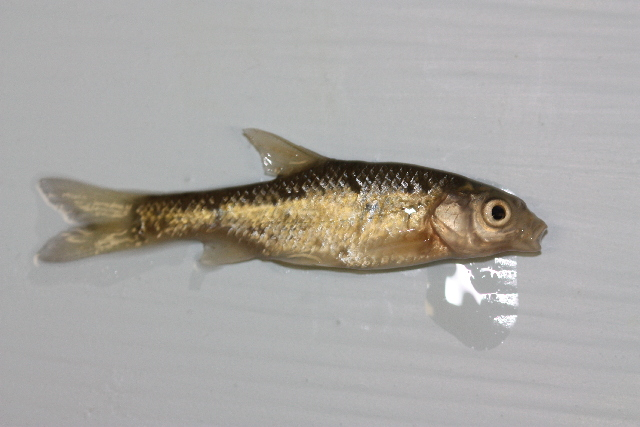
Enteromius anoplus

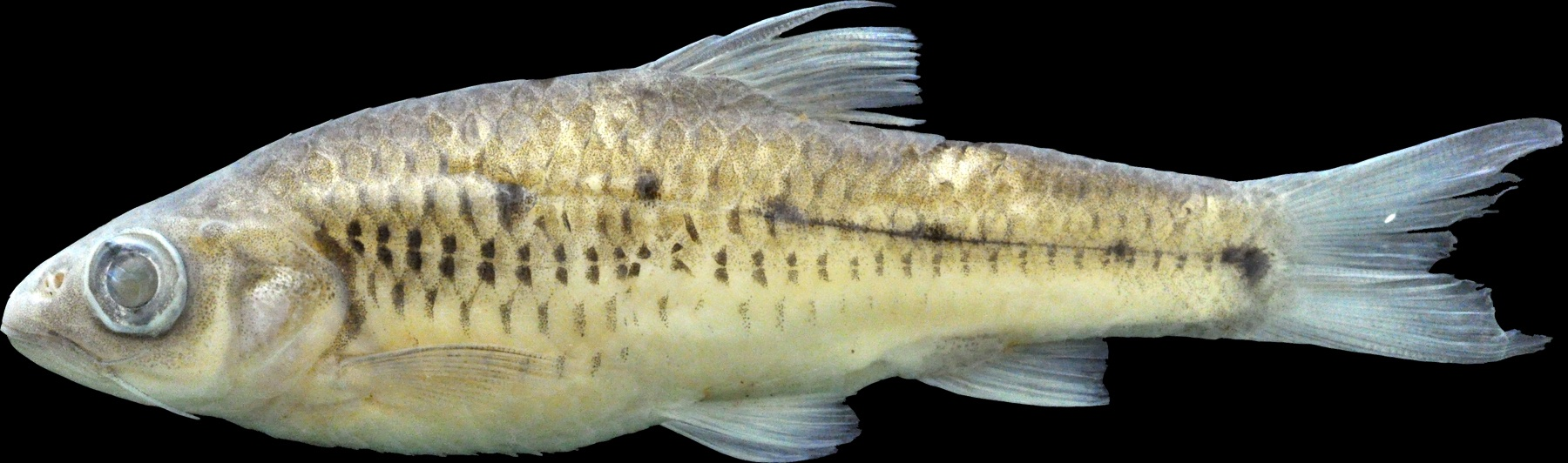
Enteromius cadenati

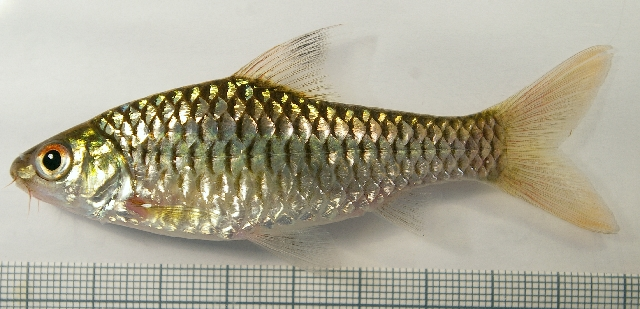
Enteromius callipterus

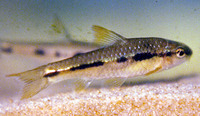
Enteromius catenarius

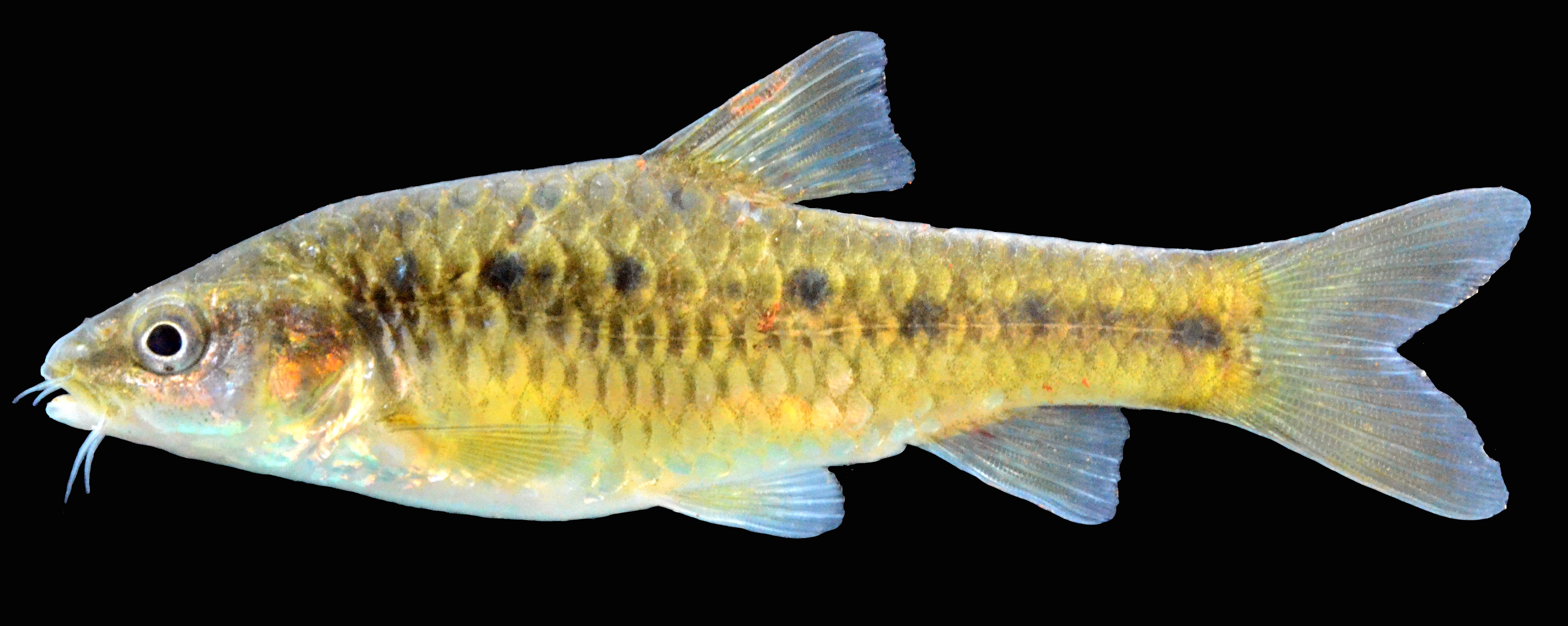
Enteromius guineensis

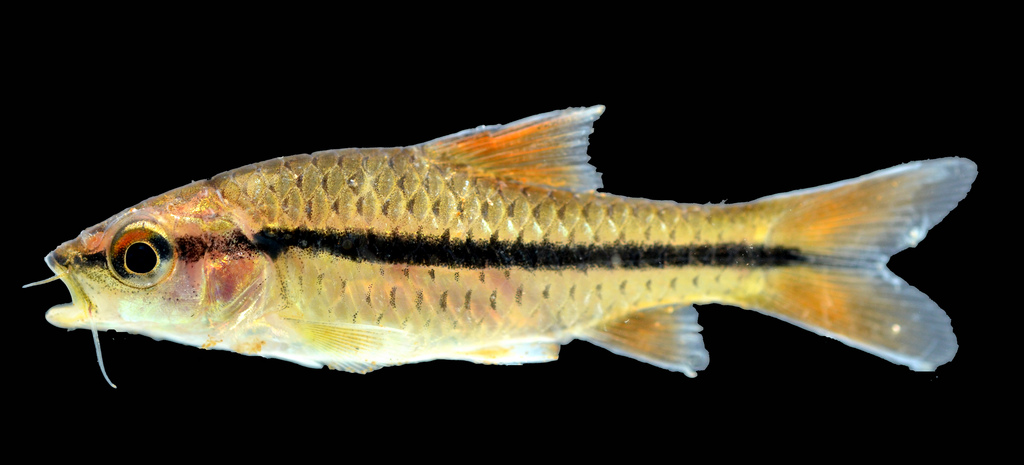
Enteromius holotaenia

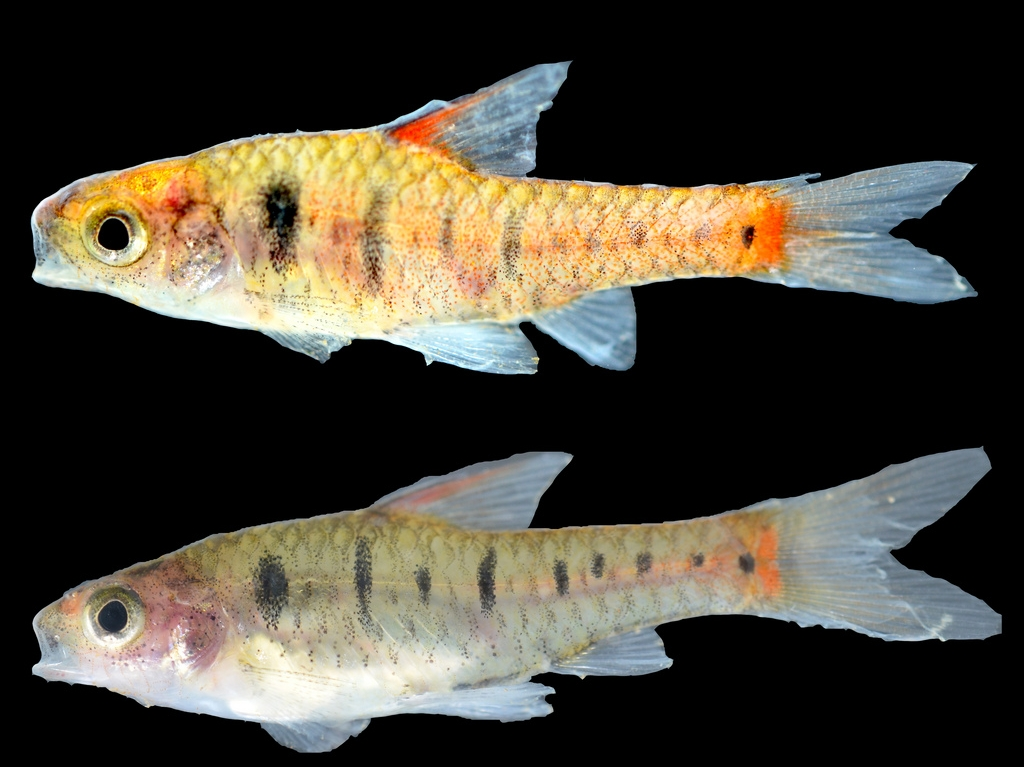
Enteromius jae, Männchen und Weibchen

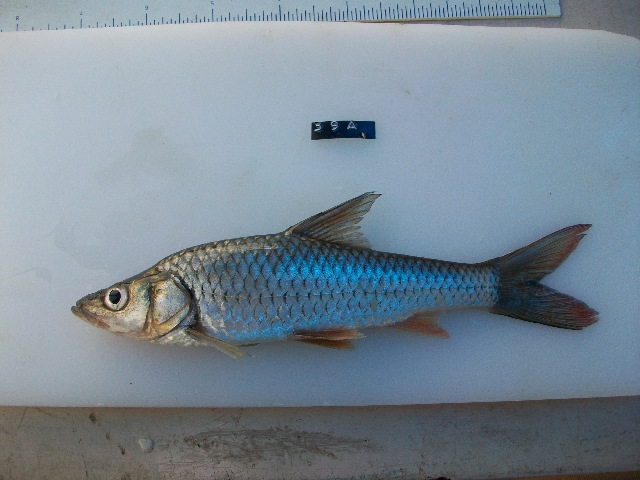
Enteromius mattozi

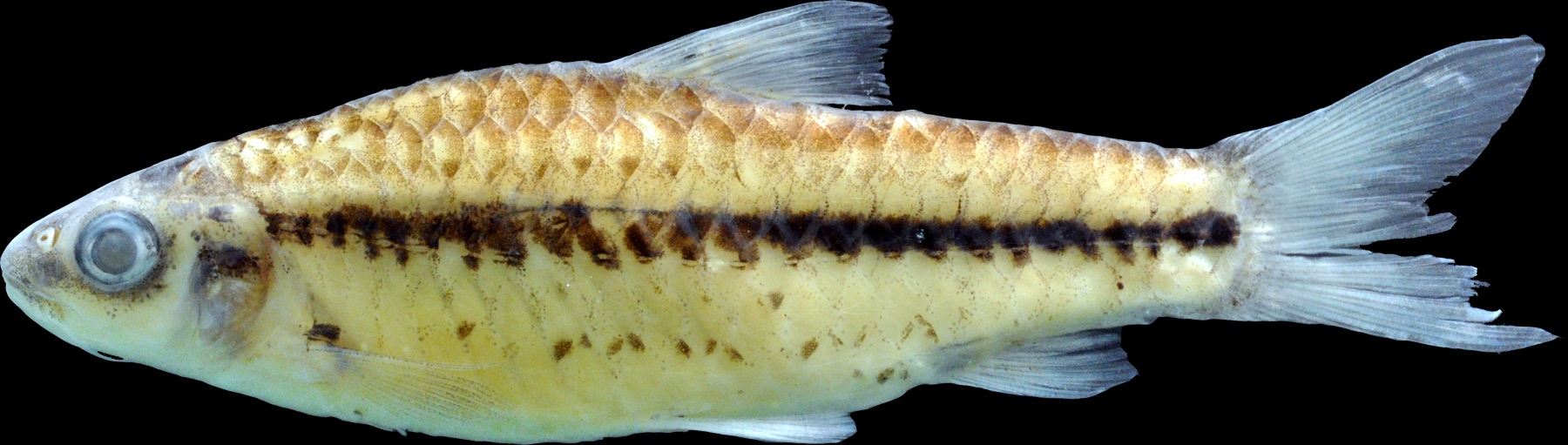
Enteromius niokoloensis

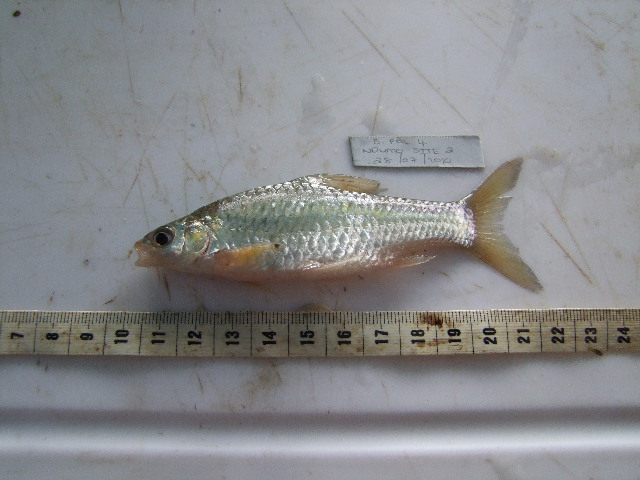
Enteromius paludinosus

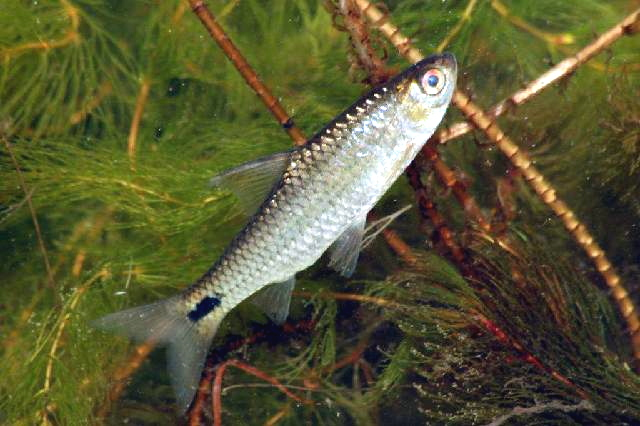
Enteromius poechii

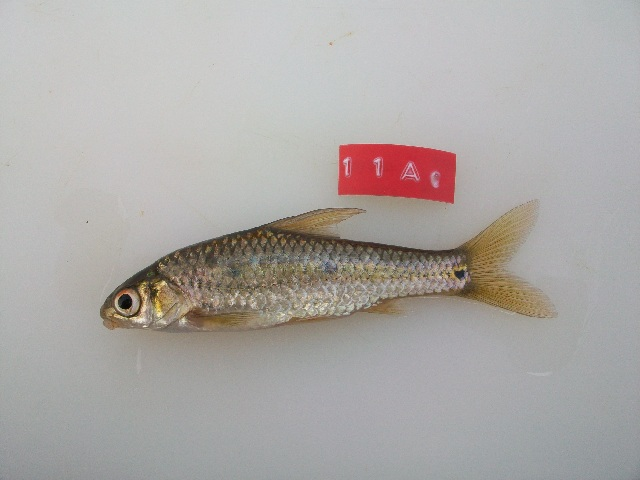
Enteromius trimaculatus

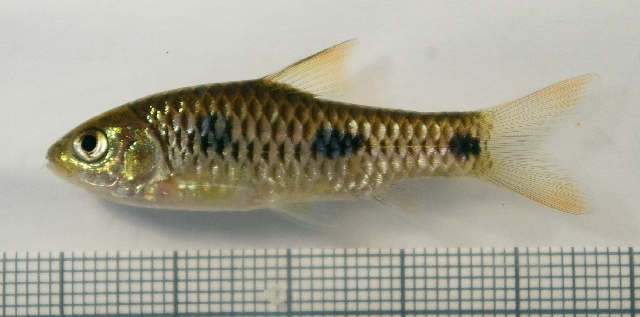
Enteromius trispilos

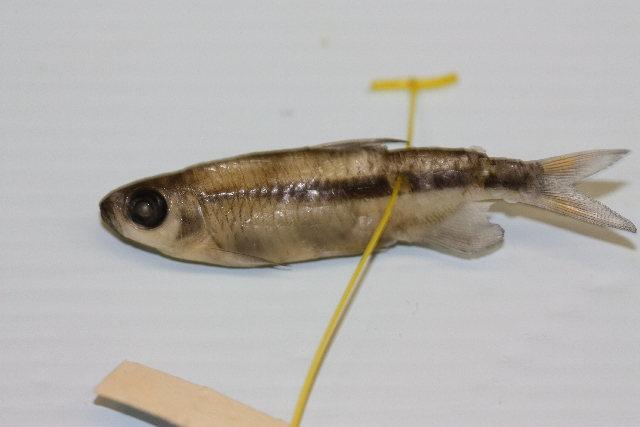
Enteromius viviparus

| - Enteromius ablabes (Bleeker, 1863) - Enteromius aboinensis (Boulenger, 1911) - Enteromius afrohamiltoni (Crass, 1960) - Enteromius afrovernayi (Nichols & Boulton, 1927) - Enteromius akakianus (Boulenger, 1911) - Enteromius aliciae (Bigorne & Lévêque, 1993) - Enteromius aloyi (Roman, 1970) - Enteromius amanpoae (Lambert, 1961) - Enteromius amatolicus (Skelton, 1990) - Enteromius anema (Boulenger, 1903) - Enteromius annectens (Gilchrist & Thompson, 1917) - Enteromius anniae (Lévêque, 1983) - Enteromius anoplus (Weber, 1897) - Enteromius ansorgii (Boulenger, 1904) - Enteromius apleurogramma (Boulenger, 1911) - Enteromius arambourgi (Pellegrin, 1935) - Enteromius arcislongae (Keilhack, 1908) - Enteromius argenteus (Günther, 1868) - Enteromius aspilus (Boulenger, 1907) - Enteromius atakorensis (Daget, 1957) - Enteromius atkinsoni (Bailey, 1969) - Enteromius atromaculatus (Nichols & Griscom, 1917) - Enteromius bagbwensis (Norman, 1932) - Enteromius barnardi (Jubb, 1965) - Enteromius barotseensis (Pellegrin, 1920) - Enteromius baudoni (Boulenger, 1918) - Enteromius bawkuensis (Hopson, 1965) - Enteromius bifrenatus (Fowler, 1935) - Enteromius bigornei (Lévêque, Teugels & Thys van den Audenaerde, 1988) - Enteromius boboi (Schultz, 1942) - Enteromius bourdariei (Pellegrin, 1928) - Enteromius brachygramma (Boulenger, 1915) - Enteromius brazzai (Pellegrin, 1901) - Enteromius breviceps (Trewavas, 1936) - Enteromius brevidorsalis (Boulenger, 1915) - Enteromius brevilateralis (Poll, 1967) - Enteromius brevipinnis (Jubb, 1966) - Enteromius brichardi (Poll & Lambert, 1959) - Enteromius cadenati (Daget, 1962) - Prachtflossenbarbe (Enteromius callipterus (Boulenger, 1907)) - Enteromius camptacanthus (Bleeker, 1863) - Enteromius candens (Nichols & Griscom, 1917) - Enteromius carcharhinoides (Stiassny, 1991) - Enteromius carens (Boulenger, 1912) - Enteromius castrasibutum (Fowler, 1936) - Enteromius catenarius (Poll & Lambert, 1959) - Enteromius caudosignatus (Poll, 1967) - Enteromius cercops (Whitehead, 1960) - Enteromius chicapaensis (Poll, 1967) - Enteromius chiumbeensis (Pellegrin, 1936) - Enteromius chlorotaenia (Boulenger, 1911) - Enteromius choloensis (Norman, 1925) - Enteromius citrinus (Boulenger, 1920) - Enteromius clauseni (Thys van den Audenaerde, 1976) - Enteromius collarti (Poll, 1945) - Enteromius condei (Mahnert & Géry, 1982) - Enteromius dartevellei (Poll, 1945) - Enteromius deguidei (Matthes, 1964) - Enteromius deserti (Pellegrin, 1909) - Enteromius devosi (Banyankimbona, Vreven & Snoeks, 2012) - Enteromius dialonensis (Daget, 1962) - Enteromius diamouanganai (Teugels & Mamonekene, 1992) - Enteromius ditinensis (Daget, 1962) - Enteromius dorsolineatus (Trewavas, 1936) - Enteromius eburneensis (Poll, 1941) - Enteromius ensis (Boulenger, 1910) - Enteromius erythrozonus (Poll & Lambert, 1959) - Enteromius eutaenia (Boulenger, 1904) - Enteromius evansi (Fowler, 1930) - Angolabarbe (Enteromius fasciolatus (Günther, 1868)) - Enteromius foutensis (Lévêque, Teugels & Thys van den Audenaerde, 1988) - Enteromius greenwoodi (Poll, 1967) - Enteromius guildi (Loiselle, 1973) - Enteromius guineensis (Pellegrin, 1913) - Enteromius guirali (Thominot, 1886) - Enteromius gurneyi (Günther, 1868) - Enteromius haasianus (David, 1936) - Enteromius holotaenia (Boulenger, 1904) - Enteromius hondeensis (Määr, 1962) - Enteromius hospes (Barnard, 1938) - Enteromius huguenyi (Bigorne & Lévêque, 1993) - Enteromius hulstaerti (Poll, 1945) - Enteromius humeralis (Boulenger, 1902) - Enteromius humilis (Boulenger, 1902) - Enteromius inaequalis (Lévêque, Teugels & Thys van den Audenaerde, 1988) - Enteromius innocens (Pfeffer, 1896) - Enteromius jacksoni (Günther, 1889) - Enteromius jae (Boulenger, 1903) - Enteromius janssensi (Poll, 1976) - Enteromius kamolondoensis (Poll, 1938) - Enteromius kerstenii (Peters, 1868) - Enteromius kessleri (Steindachner, 1866) - Enteromius kissiensis (Daget, 1954) - Enteromius kuiluensis (Pellegrin, 1930) - Enteromius lamani (Lönnberg & Rendahl, 1920) - Enteromius laticeps (Pfeffer, 1889) - Enteromius lauzannei (Lévêque & Paugy, 1982) - Enteromius leonensis (Boulenger, 1915) - Enteromius liberiensis (Steindachner, 1894) - Enteromius lineomaculatus (Boulenger, 1903) - Enteromius litamba (Keilhack, 1908) - Enteromius lornae (Ricardo-Bertram, 1943) - Enteromius loveridgii (Boulenger, 1916) - Enteromius lufukiensis (Boulenger, 1917) - Enteromius luikae (Ricardo, 1939) - Enteromius lujae (Boulenger, 1913) - Enteromius lukindae (Boulenger, 1915) - Enteromius lukusiensis (David & Poll, 1937) - Enteromius luluae (Fowler, 1930) | - Enteromius machadoi (Poll, 1967) - Enteromius macinensis (Daget, 1954) - Enteromius macrops (Boulenger, 1911) - Enteromius macrotaenia (Worthington, 1933) - Enteromius magdalenae (Boulenger, 1906) - Enteromius manicensis (Pellegrin, 1919) - Enteromius marmoratus (David & Poll, 1937) - Enteromius martorelli (Roman, 1970) - Enteromius matthesi (Poll & Gosse, 1963) - Enteromius mattozi (Guimarães, 1884) - Enteromius mediosquamatus (Poll, 1967) - Enteromius melanotaenia (Stiassny, 1991) - Enteromius microterolepis (Boulenger, 1902) - Enteromius mimus (Boulenger, 1912) - Enteromius miolepis (Boulenger, 1902) - Enteromius mocoensis (Trewavas, 1936) - Enteromius motebensis (Steindachner, 1894) - Enteromius multilineatus (Worthington, 1933) - Enteromius musumbi (Boulenger, 1910) - Enteromius neefi (Greenwood, 1962) - Enteromius neglectus (Boulenger 1903) - Enteromius neumayeri (Fischer, 1884) - Nigeriabarbe (Enteromius nigeriensis (Boulenger, 1903)) - Enteromius nigrifilis (Nichols, 1928) - Enteromius nigroluteus (Pellegrin, 1930) - Enteromius niokoloensis (Daget, 1959) - Enteromius nounensis (Van den Bergh & Teugels, 1998) - Enteromius nyanzae (Whitehead, 1960) - Enteromius oligogrammus (David, 1937) - Enteromius okae (Fowler 1949) - Enteromius olivaceus (Seegers, 1996) - Enteromius owenae (Ricardo-Bertram, 1943) - Enteromius pallidus (Smith, 1841) - Enteromius paludinosus (Peters, 1852) - Enteromius papilio (Banister & Bailey, 1979) - Enteromius parablabes (Daget, 1957) - Enteromius parajae (Van den Bergh & Teugels, 1998) - Enteromius pellegrini (Poll, 1939) - Enteromius perince (Rüppell, 1835) - Enteromius petchkovskyi (Poll, 1967) - Enteromius pinnimaculatus Mipounga et al., 2019 - Enteromius pleurogramma (Boulenger, 1902) - Enteromius pobeguini (Pellegrin, 1911) - Enteromius poechii (Steindachner, 1911) - Enteromius potamogalis Cope, 1867 (Typusart) - Enteromius prionacanthus (Mahnert & Géry, 1982) - Enteromius profundus (Greenwood, 1970) - Enteromius pseudotoppini (Seegers, 1996) - Enteromius punctitaeniatus (Daget, 1954) - Enteromius pygmaeus (Poll & Gosse, 1963) - Enteromius quadrilineatus (David, 1937) - Enteromius quadripunctatus (Pfeffer, 1896) - Enteromius radiatus (Peters, 1853) - Enteromius raimbaulti (Daget, 1962) - Enteromius rhinophorus (Boulenger, 1910) - Enteromius rohani (Pellegrin, 1921) - Enteromius roussellei (Ladiges & Voelker, 1961) - Enteromius rouxi (Daget, 1961) - Enteromius rubrostigma (Poll & Lambert, 1964) - Enteromius salessei (Pellegrin, 1908) - Enteromius sensitivus (Roberts 2010) - Enteromius serengetiensis (Farm, 2000) - Enteromius sexradiatus (Boulenger, 1911) - Enteromius seymouri (Tweddle & Skelton 2008) - Enteromius stanleyi (Poll & Gosse, 1974) - Enteromius stauchi (Daget, 1967) - Enteromius stigmasemion (Fowler, 1936) - Enteromius stigmatopygus (Boulenger, 1903) - Enteromius subinensis (Hopson, 1965) - Enteromius sublineatus (Daget, 1954) - Enteromius sylvaticus (Loiselle & Welcomme, 1971) - Enteromius syntrechalepis (Fowler, 1949) - Enteromius taeniopleura (Boulenger, 1917) - Enteromius taeniurus (Boulenger, 1903) - Enteromius tanapelagius (Graaf, Dejen, Sibbing & Osse, 2000) - Enteromius tangandensis (Jubb, 1954) - Enteromius tegulifer (Fowler, 1936) - Enteromius tetrastigma (Boulenger, 1913) - Enteromius thamalakanensis (Fowler, 1935) - Enteromius thespesios Manda et al., 2019 - Enteromius thysi (Trewavas, 1974) - Enteromius tiekoroi (Lévêque, Teugels & Thys van den Audenaerde, 1987) - Enteromius tomiensis (Fowler, 1936) - Enteromius tongaensis (Rendahl, 1935) - Enteromius toppini (Boulenger, 1916) - Enteromius traorei (Lévêque, Teugels & Thys van den Audenaerde, 1987) - Enteromius treurensis (Groenewald, 1958) - Enteromius trimaculatus (Peters, 1852) - Enteromius trinotatus (Fowler, 1936) - Enteromius trispiloides (Lévêque, Teugels & Thys van den Audenaerde, 1987) - Enteromius trispilomimus (Boulenger, 1907) - Enteromius trispilopleura (Boulenger, 1902) - Dreipunktbarbe (Enteromius trispilos (Bleeker, 1863)) - Enteromius turkanae (Hopson & Hopson, 1982) - Enteromius unitaeniatus (Günther, 1866) - Enteromius urostigma (Boulenger, 1917) - Enteromius usambarae (Lönnberg, 1907) - Enteromius validus (Stiassny, Liyandja & Monsembula Iyaba, 2016) - Enteromius vandewallei Lederoun & Vreven, 2016 - Enteromius vanderysti (Poll, 1945) - Enteromius venustus (Bailey, 1980) - Enteromius viktorianus (Lohberger, 1929) - Enteromius viviparus (Weber, 1897) - Enteromius walkeri (Boulenger, 1904) - Enteromius walshae Mamonekene, Zamba & Stiassny, 2018 - Enteromius wellmani (Boulenger, 1911) - Enteromius yardiensis Englmaier et al., 2020 - Enteromius yeiensis (Johnsen, 1926) - Enteromius yongei (Whitehead, 1960) - Enteromius zalbiensis (Blache & Miton, 1960) - Enteromius zanzibaricus (Peters, 1868) |

Neben den bisher beschrieben gibt es noch zahlreiche unbeschriebene und teilweise kryptische Arten.